# Lake Street (Chicago)

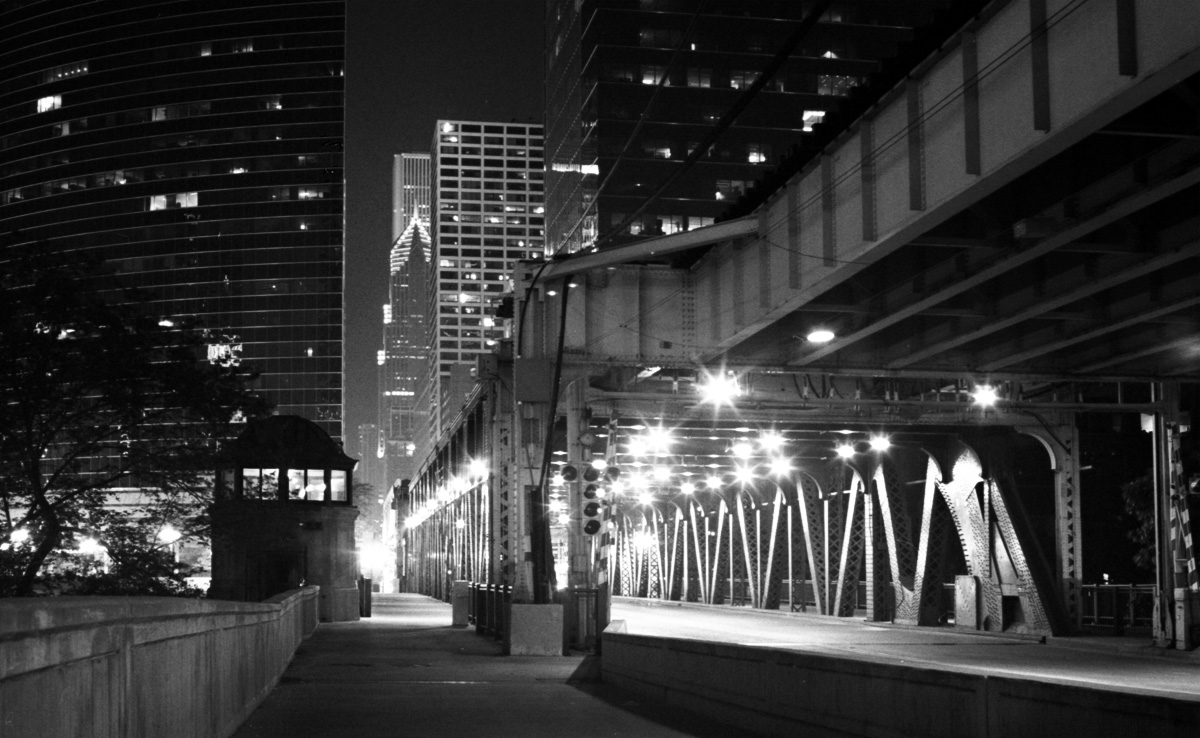
Vue sur Lake Street à proximité du Loop.

Lake Street est une artère majeure, est-ouest, de la ville de Chicago aux États-Unis. 

## Situation et accès
Une partie de Lake Street (son extrémité est) est désigné comme US Route 20. Lake Street débute dans le secteur financier du Loop en centre-ville de Chicago, à hauteur de Columbus Drive prenant une direction en sens unique vers l'est jusque Canal Street et se terminant à l'ouest dans la ville de Elgin en banlieue de Chicago. Elle est longue de 55,4 km au total. 
Entre Wabash Avenue et Laramie Avenue soit sur onze kilomètres, Lake Street est surplombée par les voies de la ligne verte du métro de Chicago qui portent encore le nom de la rue. 